# Element de configuració
Un element de configuració. (en anglès configuration item o abreujat CI) és cadascun dels components d'un servei i fa referència a la unitat estructural fonamental d'un sistema de gestió de configuració. Alguns exemples de CI inclouen components de maquinari o programari individuals. El sistema de gestió de configuració supervisa la vida dels CI mitjançant una combinació de processos i eines mitjançant la implementació i l'habilitació dels elements fonamentals d'identificació, gestió de canvis, comptabilitat d'estats i auditories. Aquest sistema pretén evitar la introducció d'errors relacionats amb la manca de proves així com d'incompatibilitats amb altres CI.

## Descripció
El terme "element de configuració" es pot aplicar a un producte, un component assignat d'un producte o tots dos que compleixin una funció d'ús final, tinguin requisits, funcionalitats i/o relacions de producte diferents i estiguin designats per a un control diferent en la gestió de la configuració del sistema. Els elements de configuració i les versions d'informació de configuració del producte associades, i els canvis aprovats, constitueixen la base de qualsevol auditoria de la configuració aprovada actual.
- L'entitat s'ha d'identificar de manera única perquè es pugui distingir de tots els altres elements de configuració i la informació de configuració del producte associada.
- Des de la perspectiva de l'implementador d'un canvi, l'IC és "quins articles" dins de l'estructura del producte es veu afectat pel canvi. L'alteració d'una versió de referència específica d'un element de configuració crea una versió nova de la línia de base que conté els canvis de revisió a la informació afectada pel canvi. El número de peça CI pot canviar en funció de si la peça nova o actualitzada ja no serà intercanviable funcionalment o físicament amb la peça existent. La versió de Software CI canviarà cada vegada que s'implementa un canvi. En examinar l'efecte d'un canvi, dues de les preguntes que cal fer són:

1. Quins elements de configuració es veuen afectats?
2. Com es veuen afectats els elements de configuració i la informació i les interfícies de configuració associades?

- L'ús de l'IC dins d'un producte es pot rastrejar en un sistema robust de comptabilitat d'estat.
- L'IC està subjecte a la verificació d'acceptació en funció dels criteris establerts.

Per a ser considerat un element de configuració, un element ha de complir amb les següents característiques que són (USMC):
1. Únic: l'element ha de poder ser distingible de forma unívoca mitjançant una característica que l'identifiqui unívocament.
2. Pertany a un o més Serveis: des de l'enfocament de Gestió del Servei Orientada a Negoci (en anglès Business Service Management o abreujat BSM) un element de configuració ha de contribuir a un servei perquè sinó contribueix al benefici de l'empresa és quelcom prescindible.
3. Mantenible: un element de configuració ha de permetre ser relacionat amb altres elements.
4. Configurable: un element de configuració ha de permetre que canviem la seva configuració per necessitats del servei o per requeriments de negoci.

Els elements de configuració es gestionen amb base de dades de gestió de la configuració o BDGC (en anglès configuration management database o abreujat CMDB)
Els elements de configuració són força variables quant a la complexitat, les dimensions i els tipus, i poden abastar des d'un sistema complet (incloent-hi el maquinari, el programari i la documentació) fins a un mòdul senzill o un component secundari de maquinari.

### Tipus d'elements de configuració
Alguns exemples de tipus de CI són:
- Maquinari/Dispositius
- Programari/Aplicacions
- Comunicacions/Xarxes
- Sistema
- Ubicació
- Instal·lació
- Base de dades
- Servei

Les entitats de gestió de canvis, gestió d'incidències i problemes i altres processos de vegades també es consideren elements de configuració.

### Atributs i dades de CI
Els elements de configuració es representen per les seves propietats. Aquestes propietats poden ser comunes a tots els elements de configuració (p. ex. codi d'element únic que generarem, descripció de la funció, final del cicle de vida o propietari de l'empresa que està aprovant els canvis d'element de configuració i propietari tècnic, és a dir, administrador, que l'està donant suport i implementant els canvis). Altres propietats poden ser específiques per al tipus d'element donat. Els dispositius de maquinari tindran algunes propietats, els servidors de bases de dades una altra i l'aplicació i els certificats de nou altres propietats.
Exemples de propietats comunes:
- Identificador únic o codi d'identificació CI
- Nom o etiqueta CI (sovint, tant noms llargs com noms curts)
- CI Abreviatures o acrònims
- Descripció CI
- Propietat de CI (organitzacions i persones)
- Importància CI

Identificació de propietats
Cada tipus d'element de configuració ha de tenir certes propietats, la combinació de les quals serà única. Per tant, podrem reconèixer segons ells de quin article estem tractant. En el cas dels dispositius, aquesta combinació única serà, per exemple, Fabricant del dispositiu, model/tipus i número de sèrie.
La identificació de propietats (marcades en vermell) ens permet distingir entre casos particulars d'aquests elements.
Una versió (en si mateixa, una entitat versionada) pot consistir en diversos elements de configuració. El conjunt de canvis a cada element de configuració apareixerà a les notes de la versió i les notes poden contenir encapçalaments específics per a cada element de configuració. Un element de configuració de maquinari complex pot tenir molts nivells d'elements de configuració per sota del seu nivell superior; cada nivell d'element de configuració ha de complir els mateixos elements fonamentals del sistema de gestió de la configuració.
Un enfocament modern per gestionar els elements de configuració relacionats amb les versions és utilitzar els repositoris de codi i els repositoris d'artefactes per complementar la base de dades de gestió de la configuració. Això es pot veure en l'ús d'una Mediateca Definitiva.

## Vocabulari
A més del seu propòsit en la implementació i gestió d'un canvi, la llista i definició de cada element de configuració hauria d'actuar com un vocabulari comú a tots els grups connectats al producte. S'ha de definir l'IC a un nivell tal que una persona implicada en el màrqueting del producte i una persona responsable de la implementació puguin acordar una definició comuna quan utilitzen el nom de l'element de configuració. La selecció i identificació d'elements de configuració per a un projecte concret es pot veure com el primer pas per desenvolupar una arquitectura global del producte de dalt a baix.